# 千島列島沖地震 (2006年)
2006年千島列島沖地震（2006ねんちしまれっとうおきじしん）は、2006年（平成18年）11月15日午後8時14分頃に、千島列島中部（新知島沖）付近で発生したモーメントマグニチュード(Mw) 8.3（USGS、気象庁はMjma 7.9、Mw 8.2）の地震。
破壊継続時間約70秒の典型的な逆断層型の地震で、北アメリカプレートと沈み込む太平洋プレートのプレート境界域（千島海溝付近）における海溝型地震。「千島列島沖地震」という名称は報道機関によって通称として付けられた名称である。
震源地は新知島（シムシル島）の東、130kmの太平洋。震源の深さは約30km。この地震の影響で気象庁は午後8時29分、北海道を始め、日本の沿岸部に津波警報や津波注意報を発表し、伊豆諸島の三宅島で84cmの津波が観測された。

## 前震および誘発地震
本震の約1.5カ月前の9月末頃から顕著な前震活動が記録されている。まず群発的な活動が開始し、10月1日に M 6.8が発生した後活動は一時的に低下していた。また、2007年1月にはこの地震の震源地のすぐ近くでM8.1の地震のアウターライズ地震を誘発した。

## 震度
日本国内では、北海道東部で最大震度2を観測したほか、青森県・岩手県・宮城県でも震度1を観測した。

## 津波

### 津波警報・津波注意報
- 気象庁は、この地震で午後8時29分に、北海道太平洋沿岸東部、オホーツク海沿岸地域に津波警報を、北海道の日本海沿岸、東日本の太平洋沿岸と、小笠原諸島に津波注意報を発表した[7]。緊急警報放送も実施した。特に津波警報が発表されたオホーツク海沿岸では津波の高さが2mに及ぶと予想された[7]。一方、津波が観測された三重県・和歌山県・高知県・鹿児島県・沖縄県には発表されなかった[7]。
- ロシア政府は、千島列島全域に津波警報を発令した[8][9]。

| | 15日 20:29      | 15日 22:43      | 15日 23:30       | 16日 0:32       | 16日 1:30       |
| --- | --------------- | --------------- | ---------------- | --------------- | --------------- |
| 北海道太平洋沿岸東部 | 津波警報 発表   | 津波警報 継続   | 津波注意報に切替 | 津波注意報 継続 | 津波注意報 解除 |
| オホーツク海沿岸 | 〃              | 〃              | 〃               | 津波注意報 解除 |                 |
| 北海道日本海沿岸北部 | 津波注意報 発表 | 津波注意報 継続 | 津波注意報 継続  | 〃              |                 |
| 北海道太平洋沿岸中部・西部 青森県太平洋沿岸 岩手県 宮城県 福島県 茨城県 千葉県九十九里・外房・内房 伊豆諸島 相模湾 三浦半島 | 〃              | 〃              | 〃               | 津波注意報 継続 | 津波注意報 解除 |
| 静岡県 | 〃              | 〃              | 〃               | 津波注意報 解除 |                 |
| 小笠原諸島 |                 | 津波注意報 発表 | 〃               | 津波注意報 継続 | 津波注意報 解除 |

### 津波観測
今回の地震で北海道から注意報が出されていない三重県・和歌山県・高知県・鹿児島県・沖縄県でも津波が観測された。また、遠く離れたハワイ・カリフォルニアでも観測されている。また、長時間に渡って来襲したので、押し波と引き波が合算した渦潮が目撃されている。
以下いずれも押し波
- 北海道
  - 十勝港：最大60cm
- 青森県
  - 八戸：最大30cm
- 岩手県
  - 宮古：最大30cm
- 宮城県
  - 石巻市鮎川：最大60cm
- 千葉県
  - 館山：最大60cm（2006/11/16、午前9時44分）
- 東京都
  - 父島二見：最大50cm
  - 三宅島坪田：最大84cm（2006/11/16、午前4時9分、第2波、津波注意報解除後に観測）
- 静岡県
  - 御前崎：最大20cm
- 三重県
  - 鳥羽・尾鷲・三重熊野：最大30cm
- 和歌山県
  - 御坊：最大30cm
- 高知県
  - 室戸岬：最大50cm
- 鹿児島県
  - 種子島・奄美市：最大50cm
- 沖縄県
  - 那覇：最大10cm（津波注意報解除後に観測）
- アメリカ
  - ハワイ・マウイ島 カフルイ：1m52cm[1]
  - カリフォルニア州 クレセントシティ：1m76cm[1]

## 避難指示・勧告
今回の津波警報・注意報に伴い、避難の指示や勧告が行われた。

### 避難指示
- 北海道
  - 稚内市
  - 猿払村
- 岩手県
  - 釜石市

### 避難勧告
- 北海道
  - 北見市
  - 釧路市
  - 網走市
  - 釧路町
  - 紋別市
  - 根室市
  - 厚岸町
  - 標津町
  - 小清水町
  - 湧別町
  - 佐呂間町
  - 浜中町
  - 枝幸町
  - 根室市
  - 別海町
  - 白糠町
  - 羅臼町
  - 雄武町
  - 斜里町
  - 浜頓別町
  - 興部町

- 岩手県
  - 大船渡市
  - 田野畑村
  - 岩泉町
  - 陸前高田市

## 交通への影響
- 鉄道
  - 運転見合わせ
    - JR根室線：尺別-根室
    - JR釧網線：網走-知床斜里

いずれも同日深夜に運転を再開した。

## マスコミの対応
- NHKは地震発生直後の20時30分から通常番組を中断、報道特別番組を組んだ[12]。
- 民放では北海道にあるHBCとSTVが一部番組を中断差し替えした。HBCは『世界バレーボール選手権』のみを中断したが、STVは『14歳の母』を4日後に延期して報道特別番組を組んだ。

## その他
- 今回の津波警報を受け、政府は首相官邸危機管理センターに連絡室を設置した[13]。また国土交通省・警察庁・海上保安庁など関連省庁でも警戒態勢を取るなど対応に追われた。
- また、避難指示や避難勧告に対して実際に避難した住民が少なかったことで、防災意識の欠如性が問題となった[14]。遠隔地津波の意味の理解不足と、津波の高さが数十センチ程度で安心するなどの誤った認識によるものと推測される。

## 被害状況
- 宮城・岩手県内と三重県尾鷲市で小型漁船数隻が転覆する被害があった[15]。和歌山県太地町にある水族館沖合の生簀で飼育されていたイルカが、潮位の変化によって死亡した。
- 米国では、ハワイ州で遊泳中に1人軽傷。カリフォルニア州で港湾施設の損壊が報告されている。ハワイにおいては1.5メートル、カリフォルニアでは1.8メートル程の津波が押し寄せた。

### 回線の混乱
- 気象庁は、11月16日午前0時30分から約30分間、北海道から関東までの太平洋沿岸に津波注意報が出ていたにも関わらず「津波警報・注意報を解除しました」という誤報をホームページに掲載した[16]。これを受けてフジテレビは同日午前0時37分、津波注意報がすべて解除されたとテロップを流した[17]。その後、フジテレビは誤報と気付き、0時47分には「3カ所で津波注意報を解除」、0時57分には「16カ所で津波注意報が続いている」と修正したテロップを流した[17]。